# Haltichella burungae
Haltichella burungae är en stekelart som beskrevs av Schmitz 1946. Haltichella burungae ingår i släktet Haltichella och familjen bredlårsteklar. Inga underarter finns listade i Catalogue of Life.